# Al Shorta
al Shorta ist ein Sportverein aus Damaskus in Syrien. Aktuell spielt die Herren-Fußballmannschaft in der höchsten Liga des Landes, der Syrischen Profiliga. Seine Heimspiele trägt die Fußballmannschaft im Abbasiden-Stadion aus. Die großen Zeiten der Herren-Fußballabteilung liegen lange zurück. Der Verein wurde dreimal syrischer Meister, zuletzt 2011/12. Den Pokal konnte der Verein bereits viermal gewinnen.

## Vereinserfolge

### National
- Syrische Profiliga

Meister 1980, 2010/11, 2011/12
Vizemeister 1972/73, 1975/76, 1978/79, 1988/89
- Syrischer Pokal

Gewinner 1967, 1968, 1980, 1981